# Iwan Michailowitsch Tschistjakow

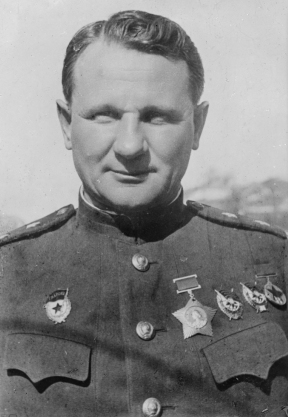
Iwan Tschistjakow

 Iwan Michailowitsch  Tschistjakow (russisch Иван Михайлович Чистяков, * 14. Septemberjul. / 27. September 1900greg. in Otrubniwo bei Kaschin; † 7. März 1979 in Moskau) war ein sowjetischer Generaloberst, der im Zweiten Weltkrieg als Held der Sowjetunion ausgezeichnet wurde.

## Leben

### Frühe Militärkarriere
Im Mai 1918 wurde er Mitglied der Roten Armee und nahm am Russischen Bürgerkrieg teil. Im Juli 1918 beteiligte er sich an der Unterdrückung des Bauernaufstandes in der Provinz Tula. Dann kämpfte er am Don gegen die Weißgardisten unter General Krasnow, wobei er schwer verwundet wurde. Im Jahr 1920 absolvierte er in Rostow einen Ausbildungskurs als Maschinengewehr-Schütze und wechselte in ein MG-Jäger-Bataillon zur Nordkaukasusfront. Dort bekämpfte er gegnerische Partisanen am Kuban und Terek, und in Dagestan. 1921 wurde er Zugführer im 124. Schützen-Regiment der 14. Schützendivision. Im Juni 1921 diente er in einem Schützen-Regiment der in Dagestan eingesetzten 13. Schützendivision. Von Juli 1922 bis Juli 1936 besetzte er verschiedene Positionen im 37. Schützen-Regiment der 1. Schützendivision im Militärbezirk Nordkaukasus. Dabei befehligte er nacheinander einen MG-Zug, eine Maschinengewehr-Kompanie, ein Schützenbataillon und war ab 1932 stellvertretender Kommandant des Regiments. Dazwischen absolvierte er 1925 die dortige Infanterieschule. Von 1927 bis 1929 besuchte er verschiedene Lehrstätten für taktische Ausbildung in Moskau und absolvierte den von der Komintern eingerichteten Kurs für Kommandeure an der Höheren Schützen-Lehreinrichtung „Wystrel“. Im Juli 1936 wurde er in den Fernen Osten abkommandiert und zum Operationschef im Stab der dort eingesetzten 92. Schützendivision bestellt. Im Dezember 1936 wurde er zum Kommandeur des 275. Schützen-Regiments und im November 1937 übernahm er das Kommando der 105. Schützendivision im Verband der 1. Rotbannerarmee. Er wurde 1938 zum Oberst befördert und fungierte seit Juli 1939 als stellvertretender Kommandeur des 39. Schützen-Korps bei der gleichen Armee in der Region Primorje. Im Februar 1940 wurde er zum Chef der Wladiwostoker Infanterieschule berufen. Im März 1941 wurde er Kommandeur des 39. Schützenkorps, nach der deutschen Invasion kehrte er nach Moskau zurück.

### Im Vaterländischen Krieg
Von August bis November 1941 absolvierte er wegen des Krieges in beschleunigter Form Höhere Führerkurse an der Generalstabsakademie. Von Dezember 1941 bis Januar 1942 war er Kommandeur der unabhängigen 64. Marinebrigade im Raum Bely, welche im Abschnitt der 20. Armee (General Wlassow) bei der Gegenoffensive im Raum Wolokolamsk eingesetzt wurde. Er wurde am 17. Januar 1942 zum Generalmajor befördert, erhielt den Rotbannerorden und übernahm in dieser Zeit das Kommando von Panfilows 8. Garde-Schützendivision bei der Westfront. Zwischen April 1942 und September 1942 kommandierte er das 2. Garde-Schützenkorps bei der 3. Stoßarmee im Verband von Konjews Kalininfront. Während der Schlacht um Stalingrad befehligte er von September 1942 bis Oktober 1942 die 1. Gardearmee und  danach  die 21. Armee der Donfront. Nach der erfolgreichen Beteiligung seiner Truppen an der Einschließung der deutschen 6. Armee wurde seine 21. Armee am 22. April 1943 zur 6. Gardearmee umbenannt. Tschistjakow war am 18. Januar 1943 zum Generalleutnant befördert worden und nahm im Bereich der Woronescher Front an der Charkower Angriffsoperation (Februar 1943), an der Schlacht von Kursk (bei Prochorowka) und der Befreiung von Charkow (August 1943) teil. Im Juni 1944 nahm die 6. Gardearmee im Bereich der 1. Baltischen Front (Armeegeneral Baghramjan) an der Operation Bagration teil. Der erfolgreiche Durchbruch in Richtung auf Lepel schloss das deutsche LIII. Armeekorps im Raum Witebsk ein. Dieser Erfolg brachte ihm am 28. Juni die Beförderung zum Generaloberst und am 22. Juli den Titel Held der Sowjetunion ein. Von Oktober 1944 bis Mai 1945 war seine Armee in Lettland an der Blockade der deutschen Heeresgruppe Kurland beteiligt.

### Nachkriegszeit
Nach seiner Abberufung nach Fernost kommandierte er bis Oktober 1945 die 25. Armee in der Mandschurei. Ende August 1945 beauftragte ihn sein Vorgesetzter Marschall Kirill Merezkow dazu, einen Standort für das neue Hauptquartier der 25. Armee zu wählen. Tschistjakow entschied sich für Pjöngjang, weswegen diese Siedlung zur Hauptstadt von Nordkorea aufstieg. Im April 1947 nach Europa zurückgekehrt, führte er 1948 im Belorussischen Militärbezirk die 28. Armee. Im Jahr 1949 absolvierte er die höheren Lehrkurse an der Höheren Militärakademie des Generalstabes und befehligte im Anschluss die 8. Gardearmee in der Gruppe der Sowjetischen Streitkräfte in Deutschland. Seit 1954 war er erster stellvertretender Kommandant des Militärbezirks Transkaukasus. 1957 wurde er in die Generalinspektion des Verteidigungsministeriums berufen. Er war mehrmals Mitglied im Präsidium des Obersten Sowjets der UdSSR, zuerst in der zweiten Wahlperiode (1946–1950) und dann in der vierten Wahlperiode (1954–1958). Seit 1968 war er im Ruhestand und verstarb 1979 in Moskau, wo er auf dem Nowodewitschi-Friedhof beigesetzt wurde.
| Personendaten    | Personendaten                        |
| ---------------- | ------------------------------------ |
| NAME             | Tschistjakow, Iwan Michailowitsch    |
| ALTERNATIVNAMEN  | Чистяков, Иван Михайлович (russisch) |
| KURZBESCHREIBUNG | sowjetischer Generaloberst           |
| GEBURTSDATUM     | 27. September 1900                   |
| GEBURTSORT       | Otrubniwo bei Kaschin                |
| STERBEDATUM      | 7. März 1979                         |
| STERBEORT        | Moskau                               |